# 大阪予備校
大阪予備校（おおさかよびこう）は、大阪府大阪市浪速区難波中三丁目にかつて存在した大学受験予備校である。また、同予備校を運営していた学校法人の名称でもある。略称「大予備」（だいよび）。
なお、同じく「学校法人大阪予備校」（理事長：笹岡宏造、大阪予備校の学校長も兼務）により運営され、同市淀川区に存在した「大阪北予備校」（おおさかきたよびこう。略称「北予備」〈きたよび〉）についてもここで記す。

## 概要
1951年（昭和26年）に、大阪府の認可を受けて、私塾として「大阪予備校」が開校したが、後に学校法人化される。
1965年（昭和40年）に、全国の予備校としては初めて「クラスチューター制度」を導入している。その他、1コマ70分の高密度な授業、ならびにタイムレコーダーや毎朝の早朝10分間テストにより出欠状況が細かくチェックされていたことも特徴であった。
1976年（昭和51年）には、淀川区十三東一丁目（淀川河畔）に、姉妹校である「大阪北予備校」を開設し、大阪予備校とともに「大予備」「北予備」という通称で長年親しまれた。その他、1998年（平成10年）および2000年（平成12年）には、現役生クラスを専門に取り扱う分校を、郊外に3校設置している。
毎年12月31日に、恒例行事として、大予備は午前9時から午後9時まで、北予備は午前9時から翌日午前0時の年越しまで、それぞれ途中棄権が認められない（ただし参加は任意で、事前のエントリーが必要となる）形で行われた「大晦日マラソン自習室」も同校の特徴の1つであり、受験シーズン追い込み時期の風物詩として、関西ローカルのニュース番組で毎年のように取り上げられていた。
1990年代前半には、第2次ベビーブーム時代に生まれた子供が大量に大学受験を控えていたことも追い風となり、同予備校の入学志願者もピークに達した。1990年代後半には「関西に“め”っちゃ強い」をキャッチコピーに、関西の難関国公立大学（京都大学・大阪大学・神戸大学・大阪市立大学・大阪府立大学）や、「関関同立」（関西大学・関西学院大学・同志社大学・立命館大学）とよばれる関西の名門私立大学などへの高い合格率水準を維持してきたが、2000年代に入る頃から、折からの少子化や大学全入時代の到来、さらには他の大手予備校の大阪市内（特に難波・天王寺地区）への相次ぐ進出などで競争が激化し、生徒数も定員のわずか6分の1程度にまで激減していた。
2005年（平成17年）11月15日、大阪府私学課に対し、廃校認可申請が行われた。当初は北予備を存続させる方針であったが、2006年（平成18年）3月、大予備・北予備はともに翌年度の生徒募集をしないまま廃校となった。

## 沿革
- 1951年（昭和26年） - 「大阪予備校」開校。
- 1955年（昭和30年） - 学校法人化。
- 1976年（昭和51年） - 「大阪北予備校」（学校長：石室旦）開校。
- 1977年（昭和52年） - 日本各地の中小規模の予備校（関西文理学院など）と共同で「大学進学研究会」（大進研）を設立し、これらの予備校が連携してデータネットワークの構築を開始する。
- 1998年（平成10年） - 金剛校（大阪狭山市）を開校。
- 2000年（平成12年） - 三田校（兵庫県三田市）・板宿校（神戸市須磨区）を開校。
- 2006年（平成18年） - 廃校。